# 東京四大学
東京四大学（とうきょうよんだいがく）とは、旧制高等学校を起源に持つ学習院大学、成蹊大学、成城大学、武蔵大学（五十音順）の4つの私立大学を指す呼称である。東京四大学は東京都内に所在し、戦後に新制大学として設置されてからこれまで、学生はもとより、教職員相互の交流が行われている。「四大学運動競技大会（四大戦）」「クローバーの集い」「東京四大学進学相談会」などを合同で開催している。
近年では、兵庫県に所在し、旧制高等学校を起源に持つ甲南大学を加えた「リベラルアーツ5学園」としても大学説明会やイベントを行なっている（#リベラルアーツ5学園を参照）。

## 旧制高等学校
もともとナンバースクールのみであった旧制高等学校が公立、私立にも認められ、新潟、松本、山口、松山の官立高等学校の設立を皮切りに、第二次高等学校令に準拠し、旧制武蔵高等学校、旧制成蹊高等学校、旧制成城高等学校の順に設立された。後に東京四大学の前身となる3私立高等学校は、当時の旧制高等学校の中でも数少ない7年制を採用していた。また、旧制学習院高等科は学習院学制という特別な法令に基づく宮内省管轄の教育機関であったが、その形態は上記の7年制高等学校と同一のシステムを導入していた。

## 連携経緯

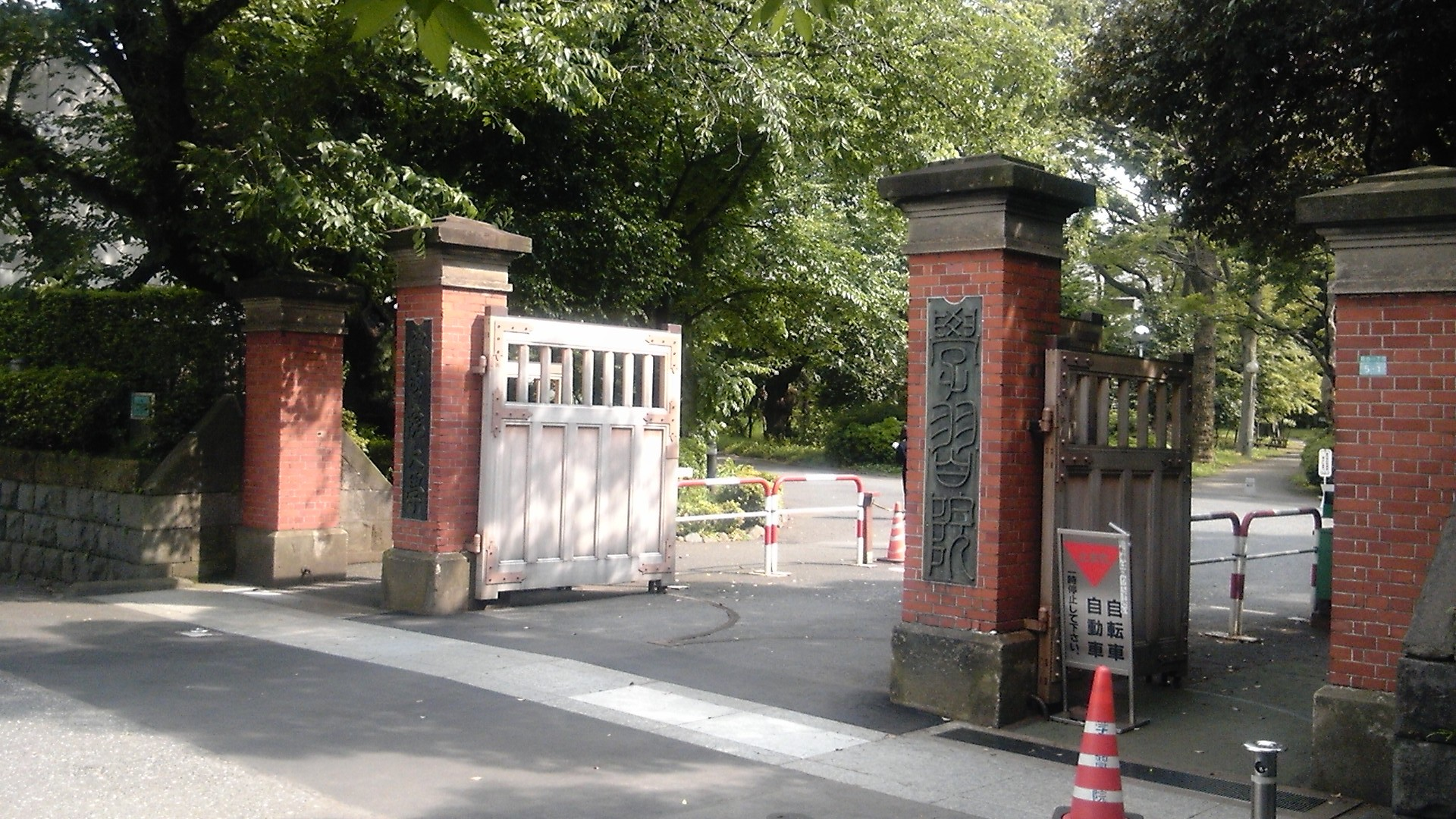
学習院大学
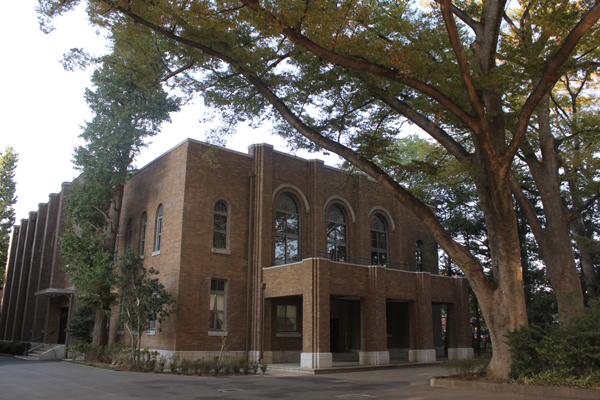
武蔵大学
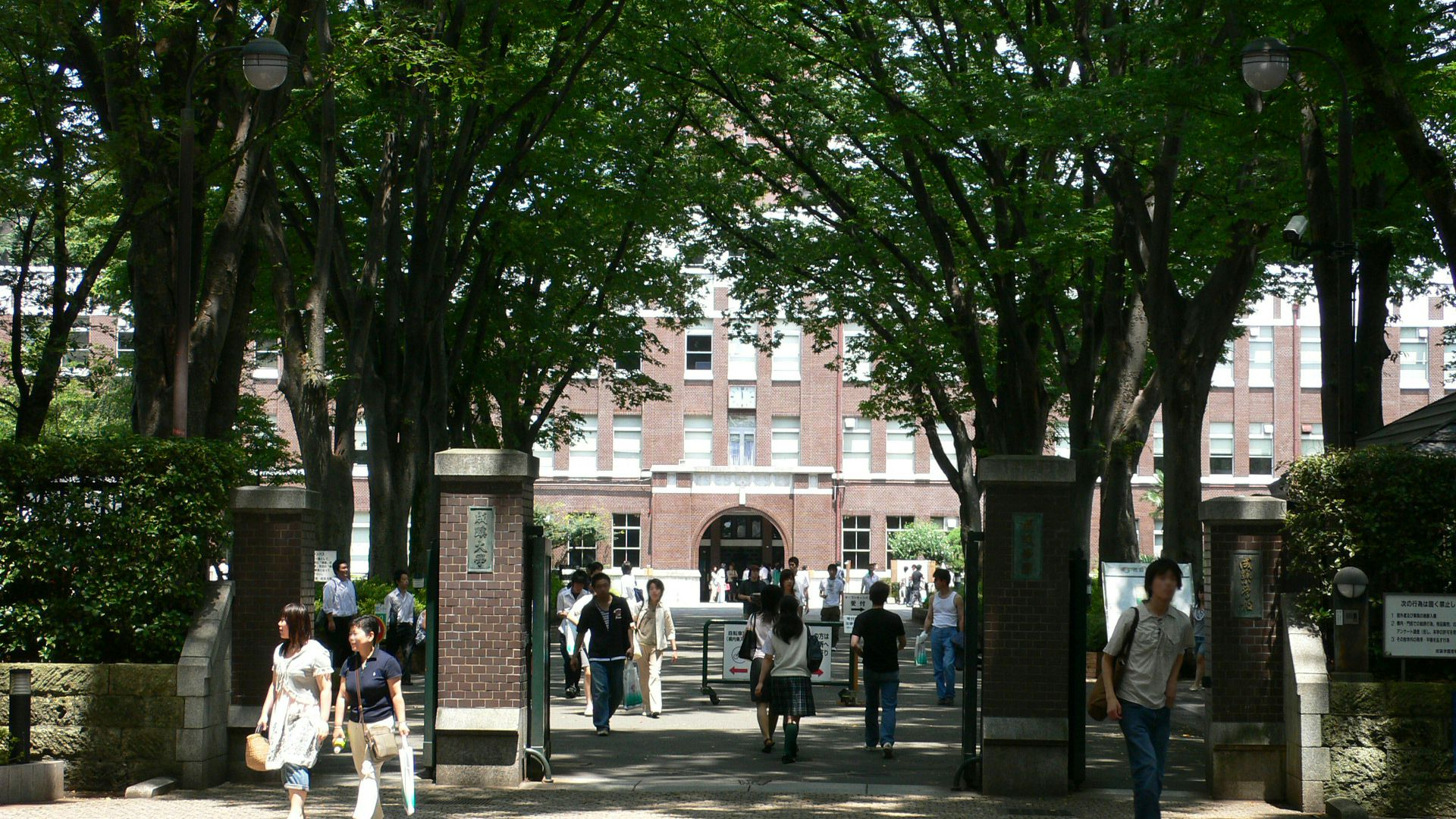
成蹊大学
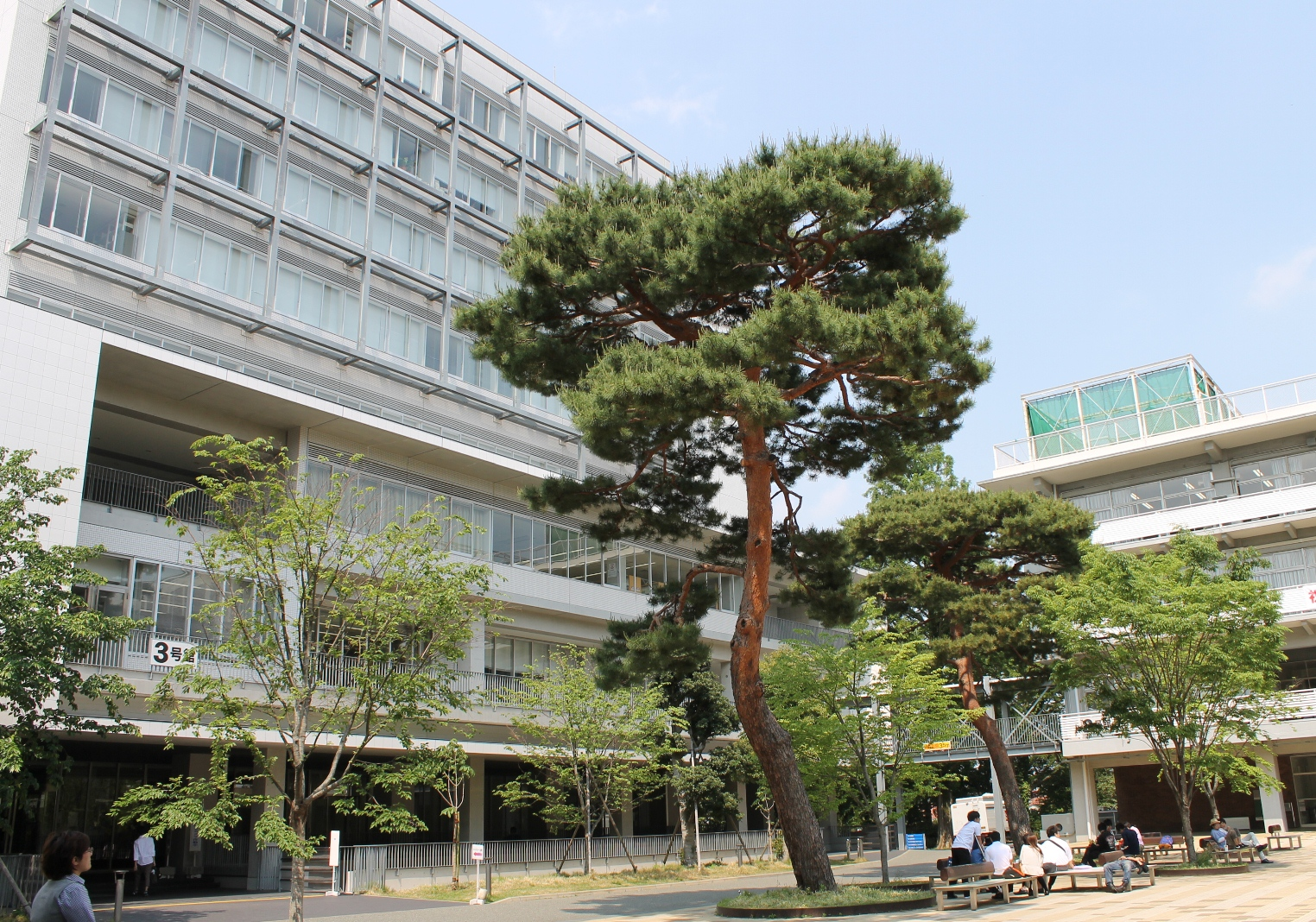
成城大学

第二次世界大戦後、学制改革が実施され、旧制武蔵高等学校、旧制成蹊高等学校、旧制成城高等学校、旧制学習院高等科（以下、本稿では4旧制高校と略す）は尋常科を新制高等学校へ移行させ、高等科を新制大学へ移行させる計画を立てた。しかし、小規模な旧制高等学校を母体にした組織では新制大学への移行を認めないという文部省の方針があり、また4旧制高校にとってもそれぞれ大学を創ることは大きな負担だったので、各校の特色や伝統を生かし、教員や資源を有効に活用する、「東京連合大学」を創ろうという計画が持ち上がった。昨今話題の「連合大学」の先駆である。
当時の知識人で教育者、哲学者でもあった天野貞祐（獨協大学創設者）や安倍能成などが中心になり、宮本和吉や高橋穣などにはたらきかけたものであった。当時の「東京連合大学共立の趣意書」という謄写版刷りの史料が残されていて、そこには4旧制高校がそれぞれ得意とする学部・学科をもつ、英国のカレッジ制に似た構想が記されており、目的は「綜合大学となるべき東京連合大学を共立する」と明記されている。ちなみに、武蔵学園史年報第2号所載の四校協定書から各学校が整備するはずであった東京連合大学の学部学科を拾うと、次の通りである。
- 学習院：文政学部（政治、哲学、文学科）理学部（物理、化学科）
- 武蔵：文学部（国文、英文学科）理学部（数学、化学科）
- 成蹊：政経学部（経済学科）工学部（機械、建築、土木、工業経営学科）
- 成城：経済学部（経済学科）文学部（国文、英文学科）農学部（農芸化学科）

この協定書には、各カレッジの学部別各校別定員の表（各校から各カレッジの学科に何人進むことができるか）まで付録としてついていて、短い期間（1948年（昭和23年）の前半年間）ではあったが、かなり突っ込んだ検討が行われた跡が見られる。しかし結局は足並みが揃わず、また文部省の方針が変更されたこともあり、この計画は実現しなかった。その後、4つの大学に分かれてスタートした際、この親しい関係を生かして協力して行きたいという趣旨で、「四大学運動競技大会」、「クローバーの集い」などがスタートした。今日でも四大学は親しい関係にあり、図書館利用や一部協定大学間の単位互換制などがある。また、現在では「東京四大学進学相談会」を定期的に開催している。

## 内閣総理大臣の輩出
旧制時代卒業者を含めると四大学卒業者全てから、内閣総理大臣を輩出している。
- 学習院：吉田茂（第45・48・49・50・51代内閣総理大臣）、麻生太郎（第92代内閣総理大臣）
- 武蔵：宮澤喜一（第78代内閣総理大臣）
- 成蹊：安倍晋三（第90・96・97・98代内閣総理大臣）
- 成城：羽田孜（第80代内閣総理大臣）

## リベラルアーツ5学園
リベラルアーツ5学園は、東京四大学の学習院大学、成蹊大学、成城大学、武蔵大学に、兵庫県の甲南大学を加えた5つの私立大学の呼称である。いずれの大学も、戦前にリベラルアーツ教育を行っていた旧制高等学校を起源に持ち、現在でもリベラルアーツ教育の流れを汲んだカリキュラムを展開しながら、学生の総合的な人間力を養うことを掲げている。近年ではウェブサイトを立ち上げ、精力的に合同での大学説明会やイベントを行なっている。